# Marange-Silvange
Marange-Silvange – miejscowość i gmina we Francji, w regionie Grand Est, w departamencie Mozela.
Według danych na rok 1990 gminę zamieszkiwały 5674 osoby, a gęstość zaludnienia wynosiła 372 osób/km² (wśród 2335 gmin Lotaryngii Marange-Silvange plasuje się na 78. miejscu pod względem liczby ludności, natomiast pod względem powierzchni na miejscu 330.).